# Подлубово (Караидельский район)
Подлубово (баш. Подлуб) — деревня в Караидельском районе Башкортостана. Административный центр Подлубовского сельсовета.

## Географическое положение
Расстояние до:
- районного центра (Караидель): 55 км,
- ближайшей ж/д станции (Щучье Озеро): 105 км.

## История
В «Списке населенных мест по сведениям 1870 года», изданном в 1877 году, населённый пункт упомянут как деревня Подлубова 1-го стана Бирского уезда Уфимской губернии. Располагалась при речке Подлубовка, по правую сторону Сибирского почтового тракта из Уфы, в 60 верстах от уездного города Бирск и в 50 верстах от становой квартиры в селе Аскино. В деревне в 120 дворах жили 828 человек (403 мужчины и 425 женщин, мещеряки, тептяри), действовали мечеть, ветряная мельница. Жители занимались пчеловодством.

## Население
| 2002 | 2009 | 2010 |
| ---- | ---- | ---- |
| 468  | ↘459 | ↘427 |

### Национальный состав
Согласно переписи 2002 года, преобладающая национальность — татары (84 %).

## Инфраструктура
В деревне функционируют начальная школа, почтовое отделение, фельдшерско-акушерский пункт.

## Достопримечательности
- Мечеть;
- Обелиск в память павших в Великую Отечественную войну[7].